# Valerio Piva
Valerio Piva (Ceresara, 5 juli 1958) is een voormalige Italiaanse beroepswielrenner en sinds 2002 sportbestuurder bij verschillende internationale wielerploegen. Tijdens zijn loopbaan won hij één rit in de Ronde van Italië, namelijk de ploegtijdrit van 1983.

## Renner
- 1982-1984: Bianchi - Piaggio
- 1985-1986: Sammontana - Bianchi
- 1987-1991: Ceramiche Ariostea

Bij deze sponsors reed hij in dienst van Moreno Argentin, Gianbattista Baronchelli en Silvano Contini.

## Sportleider
Vanaf 1992 was hij sportleider bij amateur- en semi-prof-ploegen zoals de Eddy Merckx Boys. Zo had hij onder meer Rik Verbrugghe, Mario Aerts, Kurt Van De Wouwer, Thierry Marichal en Stijn Devolder onder zijn hoede. Mede daardoor werd hij zelf ook opgemerkt, om nadien in dienst te gaan bij de profs.
- 2002: Mapei
- 2003-2004: Vlaanderen
- 2005-2007: T-Mobile
- 2008-2011: HTC-Columbia
- 2012-2013: Katjoesja
- 2014-2020: BMC Racing Team (later CCC Team)
- 2020-2023: Intermarché-Wanty-Gobert

Valerio Piva is de schoonzoon van voormalige beroepsrenner Yvo Molenaers en spreekt perfect Nederlands.

## Resultaten in voornaamste wedstrijden
| Jaar | Ronde van Italië | Ronde van Frankrijk | Ronde van Spanje |
| ---- | ---------------- | ------------------- | ---------------- |
| 1982 |                  |                     |                  |
| 1983 | 112e             |                     |                  |
| 1984 | 81e              |                     |                  |
| 1985 |                  |                     |                  |
| 1986 | 59e              |                     |                  |
| 1987 | 74e              |                     |                  |
| 1988 | 100e             |                     |                  |
| 1989 |                  |                     |                  |
| 1990 |                  | 109e                |                  |
| 1991 |                  |                     |                  |

| Jaar | Milaan-San Remo | Gent-Wevelgem | Ronde van Vlaanderen | Parijs-Roubaix | Amstel Gold Race | Luik-Bast.‑Luik | Ronde van Lombardije | Parijs-Tours |
| ---- | --------------- | ------------- | -------------------- | -------------- | ---------------- | --------------- | -------------------- | ------------ |
| 1982 | 68e             | 33e           |                      |                |                  |                 |                      | 52e          |
| 1983 | 98e             | 10e           |                      |                |                  |                 |                      |              |
| 1984 | 47e             |               |                      |                |                  |                 |                      |              |
| 1985 |                 |               |                      |                |                  | 69e             |                      | 56e          |
| 1986 | 84e             | 38e           |                      |                |                  |                 |                      |              |
| 1987 | 50e             | 50e           |                      |                |                  | 54e             |                      |              |
| 1988 | 40e             |               | 55e                  | 63e            |                  |                 |                      | 32e          |
| 1989 |                 | 33e           | 55e                  |                |                  |                 |                      | 66e          |
| 1990 |                 | 126e          |                      |                | 78e              |                 |                      | 77e          |
| 1991 | 67e             | 20e           |                      | 58e            |                  |                 | 67e                  | 119e         |